# Frances Perkins
Frances Perkins   (Boston, 10 d'abril de 1880 - Nova York, 14 de maig de 1965), registrada en néixer com a Fannie Coralie Perkins, va ser una sociòloga i política nord-americana, que va exercir el càrrec de secretària de Treball dels Estats Units entre els anys 1933 i 1945, formant part del gabinet del president Franklin Delano Roosevelt. Va ser la primera dona a assumir un càrrec de rang ministerial als EUA.

## Biografia
Perkins va néixer a Boston, Massachusetts, filla de Susan Bean Perkins (1849-1927) i Frederick W. Perkins (1844-1916), propietari d'un negoci de papereria (ambdós eren originaris de Maine). Va passar gran part de la seva infància a Worcester, Massachusetts. Va ser anomenada Fannie Coralie Perkins, però va canviar el seu nom a Frances quan es va unir a l'Església episcopal el 1905.
Perkins va assistir a la Classical High School de Worcester. Es va graduar el 1902 al Mount Holyoke College amb una llicenciatura en física i química. El 1910 va obtenir un màster en ciències polítiques per la Universitat de Colúmbia.
Després de la seva graduació en ciències polítiques el 1910, va desenvolupar una intensa activitat en la Lliga de Consumidors de Nova York. En aquesta entitat va desenvolupar un efectiu lobby a favor de millores en els salaris i condicions de treball, i al mateix temps va treballar com a docent en diverses universitats. L'any següent va ser testimoni del tràgic foc de la fàbrica Triangle Shirtwaist, l'accident industrial més greu de la història de Nova York, i va ser un esdeveniment fonamental en la seva vida. Va ser a causa d'aquest esdeveniment que Frances Perkins va deixar la seva oficina a la Lliga de Consumidors de Nova York i es va convertir en la secretària executiva del Comitè de Seguretat de la Ciutat de Nova York.
El 1913, Perkins es va casar amb l'economista novaiorquès Paul Caldwell Wilson, mantingué el seu cognom de naixement, i defensà el seu dret a fer-ho fins i tot en els tribunals. La parella tenia una filla, Susanna. Tant el pare com la filla van ser descrits pel biògraf Kirstin Downey com que patien "símptomes maniacodepressius". Wilson va ser hospitalitzat sovint per la seva malaltia mental. Perkins va ser l'únic suport econòmic per a la seva família.

El seu lideratge en causes socials va motivar Al Smith, governador de l'Estat de Nova York el 1918 a convidar-la a unir-se a la "Comissió Industrial" de l'estat de Nova York, que va passar a dirigir a partir de 1926. Precisament el 1918 va començar els estudis d'economia i sociologia a la Wharton School de la Universitat de Pennsylvania. El 1929 l'aleshores nou governador de l'estat, Franklin Delano Roosevelt, la va confirmar en el seu lloc a la "Comissió Industrial" i a partir d'aquell moment va exercir amb més energia les funcions que ja tenia assignades durant el mandat d'Al Smith: inspeccions a empreses, normes reguladores de l'ús de l'energia, normes sobre salaris i salubritat en els llocs de treball.

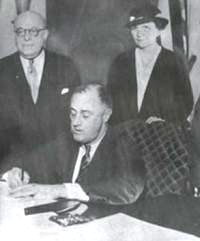
Perkins amb el president Franklin D. Roosevelt en la signatura de la Llei de Seguretat social (6 de juny de 1933)

Quan el 1933 Franklin D. Roosevelt va assumir el càrrec de president dels Estats Units, va convocar Frances Perkins per ocupar el lloc de titular del Departament de Treball. Des d'allà, Perkins va esdevenir una de les defensores del New Deal rooseveltià, promovent iniciatives com el Civilian Conservation Corps (Cos Civil de Conservació), la Public Works Administration i la seva successora, la Federal Works Agency, així com ajudant directament a elaborar les normes laborals contingudes en la National industrial Recovery Act. Només Perkins i Harold Ickes van ser els membres del gabinet inicial de Roosevelt que van continuar en els seus llocs durant tota la seva presidència (1933-1945).
Perkins va ser impulsora de la Llei de Seguretat social de 1935 que va crear prestacions per desocupació per a aturats, pensions per a la gent gran, i va impulsar normes i lleis a favor del salari mínim, la regulació de les hores extres, l'estandardització de la jornada laboral de 40 hores setmanals i contra l'explotació infantil.

Així mateix, Perkins va donar suport des del seu càrrec a iniciatives legislatives que després es plasmarien en la Wagner Act (Llei Nacional de Relacions laborals), lluitant al mateix temps per aconseguir la col·laboració dels grans sindicats nord-americans amb les polítiques del New Deal. En esclatar la Segona Guerra Mundial, Perkins va reclamar que les dones no fossin reclutades en les forces armades, sinó que s'empressin com a mà d'obra per a reemplaçar els homes que havien de ser reclutats per al servei militar actiu; aconseguí així que un gran nombre de dones s'incorporessin a la població econòmicament activa dels EUA.

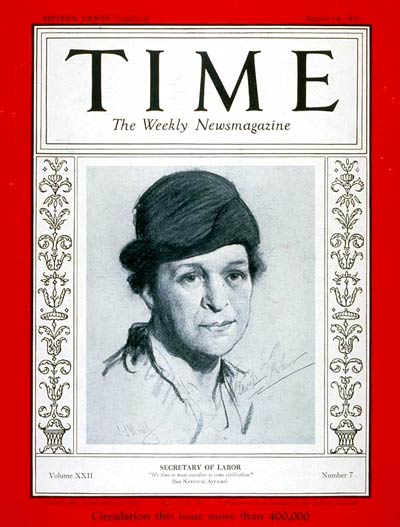
Frances Perkins a la portada del Time magazine (14 d'agost de 1933)

Després de la mort de Roosevelt el 1945, el nou president, Harry S. Truman, li va demanar que s'encarregués de dirigir l'United States Civil Service Commission, organisme encarregat de dirigir el personal de l'administració pública nord-americana. Perkins va acceptar el càrrec i hi va exercir fins a 1952, any en què va morir el seu marit i ella va decidir retirar-se de l'activitat política. Després d'aquesta data es va dedicar a la docència a la Universitat Cornell fins a la seva mort, als 85 anys. Durant aquest període, Perkins va plasmar les seves memòries de l'era Roosevelt escrivint un llibre titulat The Roosevelt I Knew ('El Roosevelt que vaig conèixer').
Està enterrada al Glidden Cemetery, a Newcastle, Maine.

## Llegat
Frances Perkins hauria estat famosa simplement per ser la primera dona membre del gabinet, però el seu llegat prové de les seves aportacions. Va ser en gran manera responsable de l'adopció dels Estats Units de la seguretat social, l'assegurança d'atur, les lleis federals que regulaven el treball infantil i l'adopció del salari mínim federal.
El 1967 l'Escola de Relacions Industrials i Laborals de la Universitat de Cornell va establir la Beca Memorial Frances Perkins.
El 2015, Perkins va ser nomenada per Equality Forum com una de les seves 31 icones del Mes d'Història LGBT de 2015.
És una de les dones representades en el treball artístic The Dinner Party, de Judy Chicago, que inclou 999 noms de dones notables de la historia.